# Henny Thijssing-Boer
Henny Thijssing-Boer (Sint-Annen, 7 februari 1933 - Winschoten, 24 mei 2011) was een Nederlandse schrijfster.
Thijssing-Boer, dochter van een landarbeider, groeide op in de provincie Groningen. Op negenjarige leeftijd verhuisde zij naar Warffum. Zij ontwikkelde zich als autodidact tot een veel gelezen schrijfster van streekromans. Haar boeken dragen een protestants-christelijke signatuur tegen de achtergrond van het Groningse platteland.  
In 1992 behaalde ze de eerste plaats in de top 100 van de leenrechtvergoeding over 1991 in Nederland.
Thijssing-Boer was gehuwd en laat twee kinderen na.